# سرينا إبراهيم
سرينا إبراهيم (3 يونيو 1888 - 23 فبراير 1954)، مغنية وممثلة مصرية.

## حياتها ومسيرتها
بدأت حياتها الفنية بعام 1905 كمطربة بفرقة إسكندر فرح وتألقت كثيرا فيما بعد في عقد الثلاثينات القرن العشرين وهي الأخت الكبرى للفنانة نجمة إبراهيم ، تزوجت وعاشت هي وزوجها في الإسكندرية حتى قيام دولة الصهاينة فهاجرت إليها، من أشهر أغانيها قصيدة أفديه إن حفظ الهوى, شاركت في الثلاثينات في الكثير من المسرحيات التي عرضت في ذلك الزمان مثل مسرحية شهداء الغرام وغادة الكاميليا وضحية الغاوية وأحدب نوتردام والجبابرة والسلطان عبد الحميد وأولاد الفقراء ويوم القيامة وأهل الكهف. بالنسبة للفرق المسرحية المتواجدة في ذلك الزمان والتي شاركت فيها الست سرينا بالتمثيل هي فرقة سليم عطا الله وفرقة جورج أبيض وفرقة سلامة حجازي وفرقة فاطمة رشدي وفرقة يوسف وهبي وفرقة مصر وفرقة أمين عطا الله وفرقة اتحاد الممثلين والفرقة المصرية.

## من أفلامها
- 1935: عنتر أفندي.
- 1939: دنانير.
- 1940: الورشة.
- 1942: ليلى.
- 1942: الشريد.
- 1943: وادي النجوم.
- 1944: طاقية الاخفاء.
- 1944: ابنتي.

## وصلات خارجية
- سرينا إبراهيم على موقع IMDb (الإنجليزية)
- سرينا إبراهيم على موقع قاعدة بيانات الأفلام العربية